# Davide Anzaghi
Davide Anzaghi (* 29. November 1936 in Mailand) ist ein italienischer Komponist und Hochschullehrer.
Anzaghi studierte am Mailänder Konservatorium Komposition, Dirigieren, Chorleitung und Klavier. Danach belegte er Kompositionskurse bei Giorgio Federico Ghedini und Franco Donatoni. Nach Lehrtätigkeiten am Istituto Musicale Donizetti in Bergamo und dem Konservatorium Brescia erhielt er eine Professur am Mailänder Konservatorium. Zu seinen Schülern zählen der Dirigent Simone Fontanelli und der Komponist Atli Ingólfsson.
Anzaghis Kompositionen wurden mehrfach mit Preisen ausgezeichnet, so gewann er 1974 mit seinem Orchesterwerk Ausa den International Contest Olivier Messiaen (Messiaen selbst war Juryvorsitzender). 6 Jahre lang (bis 2003) war er Mitglied im Vorstand des Mailänder Konservatoriums, 2004 wurde er in den Akademischen Rat des Konservatoriums gewählt. Von 2003 bis 2016 war Anzaghi Präsident der Società Italiana di Musica Contemporanea (SIMC), der italienischen Sektion der International Society for Contemporary Music (ISCM). 